# Eric Campbell
Eric Campbell (Cheshire, 26 de abril de 1880-Hollywood, 20 de diciembre de 1917) fue un afamado actor británico de cine mudo. Participó en once películas junto con Charles Chaplin, en las que solía desempeñar el papel de villano grandullón.

## Biografía
Comenzó su carrera como actor de reparto en actuaciones de teatro en Escocia y en Gales, con papeles melodramáticos. Fue entonces cuando lo conoció Fred Karno, que quedó impresionado por su gran tamaño, y su voz de barítono. Fred Karno, que había fichado ya a Charles Chaplin y a Stan Laurel, lo introdujo en la Fun Factory, y así comenzó la andadura a la fama de Eric Campbell.
Campbell partió a Nueva York en 1914, siguiendo los pasos de Chaplin y Laurel, tan sólo un año después de que ambos hubieran hecho lo mismo. Durante su estancia en los Estados Unidos, apareció en al menos un musical de Gilbert y Sullivan. En 1915, Chaplin estaba en Nueva York para firmar su contrato con la Mutual. Entonces vio a Campbell, lo conoció, y lo invitó a unirse al equipo de actores con el que contaba para rodar la serie de películas que acababa de firmar con Mutual.
La primera película que rodó Campbell con Chaplin fue The Floorwalker (1916). En ella, consiguió reconocimiento por la escena de la escalera mecánica. Se convirtió así en el enorme y cómico villano que utilizaría Chaplin para el resto de sus películas con la compañía. El desarrollo de su papel alcanzó su punto álgido con el personaje de matón en Easy Street (1917).
Durante la serie de rodajes con Eric Campbell, Chaplin logró su mayor reconocimiento cinematográfico en el ámbito mundial. Los imitadores no se le multiplicaban sólo a Chaplin: también a Campbell. Uno de ellos era Oliver Hardy, quien posteriormente encontraría un lugar en el mundo del cine al unirse al amigo de Chaplin, Laurel, formando el dúo cómico El gordo y el flaco.
Al ser fichado por First National, Chaplin decidió llevarse consigo a Eric Campbell. En el itínere, le consiguió un papel con su amiga Mary Pickford para la película Amarilly of Clothes-Line Alley.[cita requerida]
Desde que falleció su esposa, Eric Campbell había empezado a tener problemas de alcoholismo. De hecho, tras una fiesta del reparto de actores de la película que iba a comenzar a rodar, falleció de regreso a casa en un accidente automovilístico, causado por su propia embriaguez.[cita requerida]
Campbell fue incinerado. Sus cenizas fueron depositadas en el Cementerio Rosedale (hoy, Angelus-Rosedale Cemetery), de Los Ángeles.[cita requerida]